# ララ・シャヒーン・パシャ
ララ・シャヒーン・パシャ（トルコ語: Lala Şahin Paşa）は、オスマン帝国の軍人。ルメリア地方の初代ベイレルベイ（軍司令官）を務めた。
第3代君主ムラト1世の家庭教師（Lala）を務め、ムラト1世が帝位に就いた時にはバルカン半島のトラキア地方での軍事遠征に参加していた。
1362年にララ・シャヒーン・パシャはアドリアノープル（エディルネ）攻略に派遣され、同年7月にサズルデレの戦いで東ローマ帝国）軍に勝利、1363年にはアドリアノープルはオスマン帝国の支配下に入った。アドリアノープル攻略後にフィリッポポリス（フィリベ、プロヴディフ）、サグラ、セレスを制圧し、トラキア]地方はオスマンの支配下に入った。
1371年のマリツァの戦いでは、ララ・シャヒーン・パシャはセルビア・ブルガリアの連合軍に勝利する。同年のブルガリア遠征にララ・シャヒーン・パシャが派遣され、サマコフの戦いでブルガリア皇帝イヴァン・シシュマンを破った。
1388年のビレチャの戦いでも指揮官を務めるが、ボスニア軍に敗北を喫した。